# Eje industrial San Lorenzo-La Plata
El Eje Industrial San Lorenzo-La Plata o Frente fluvial pampeano es una aglomeración urbana e industrial que se localiza en la franja costera del Río Paraná y del Río de la Plata, entre las ciudades de San Lorenzo (en el norte de Rosario) y La Plata, en Buenos Aires Argentina.

## Características
Es el espacio de más importancia demográfica y económica en el país. En ésta aglomeración industrial se encuentra alrededor del 50% de las fábricas que contiene el país. 
Los factores que llevaron a la formación del mismo son: la alta densidad demográfica en la zona, que provee de un mercado consumidor imponente; disponibilidad de agua potable; ubicación geopolítica; disponibilidad de salida al mar; disponibilidad de energía; aptas condiciones naturales.

## Industriales y localización
En esta zona se concentran todas las actividades industriales, excepto aquellas cuyas materias primas son imposibles de trasladar.
En el Gran Buenos Aires se destacan las industrias textiles, metalúrgicas, tabacaleras, frigoríficas, lácteas, harineras, curtiembres, químicas y otras.
En Campana, Ensenada y San Lorenzo se destacan las industrias petroquímicas; en San Nicolás de los Arroyos la siderúrgica; y en Buenos Aires y La Plata la de astilleros.

## Demografía
Otra de las características importantes de destacar es la alta densidad urbana que presenta la zona. Algo que viene sucediendo en todo el mundo es la formación de megalópolis. Los expertos consideran que podría suceder lo mismo en este lugar.
En éste eje se localiza la mayor concentración demográfica de la Argentina, denominado Gran Buenos Aires, que está constituido por la ciudad de Buenos Aires y varios partidos pertenecientes a la Provincia de Buenos Aires como por ejemplo Lomas de Zamora o Lanús. En él residen, según el censo de 2001, alrededor de 13 millones de personas, es decir, casi un tercio de la población argentina.